# Les Timidités de Rigadin
Pour plus de détails, voir Fiche technique et Distribution.
Les Timidités de Rigadin est un film muet français réalisé par Georges Monca, sorti en 1910.

## Fiche technique
- Titre : Les Timidités de Rigadin
- Réalisation : Georges Monca
- Scénario : René Chavance
- Photographie :
- Montage :
- Société de production : Société cinématographique des auteurs et gens de lettres (S.C.A.G.L)
- Société de distribution : Pathé Frères
- Pays d'origine :  France
- Langue : film muet avec les intertitres en français
- Métrage : 175 mètres
- Format : Noir et blanc — 35 mm — 1,33:1 — Muet
- Genre :  Comédie
- Durée : 6 minutes
- Dates de sortie : 
  -  France : 21 octobre 1910

## Distribution
- Charles Prince : Rigadin
- Mistinguett : la fiancée de Rigadin
- Paul Fromet
- Carlos Avril
- Gabrielle Lange
- Gaston Prika
- Gabrielle Debrives
- Gabrielle Chalon
- Fernand Tauffenberger
- Gaston Benoît
- Élyane
- Picot
- Présac